# Loukeenkarit (Nådendal)
Loukeenkarit är en ögrupp i Skärgårdshavet i Finland.   Den ligger i kommunen Nådendal i landskapet Egentliga Finland, i den sydvästra delen av landet, 170 km väster om huvudstaden Helsingfors.